# Женска рукометна репрезентација Немачке
Женска рукометна репрезентација Немачке у организацији Рукометног савеза Намачке представља Немачу у рукомету на свим значајнијим светским и континенталним такмичењима.
Репрезентација Немачке је играла је под именом Западна Немачка или Источна Немачка до 1990. године када су се те две државе ујединиле у једну.

## Резултати репрезентације Немачке на значајнијим такмичењима
- За резултате до 1990. године погледајте резултате Источне Немачке и Западне Немачке.

### Наступи наОлимпијским играма
| Година            | Турнир                | Пласман               | ИГ                    | П                     | Н                     | И                     | ГД                    | ГП                    | ГР                    |
| ----------------- | --------------------- | --------------------- | --------------------- | --------------------- | --------------------- | --------------------- | --------------------- | --------------------- | --------------------- |
| Монтреал 1976.    | Није се квалификовала | Није се квалификовала | Није се квалификовала | Није се квалификовала | Није се квалификовала | Није се квалификовала | Није се квалификовала | Није се квалификовала | Није се квалификовала |
| Москва 1980.      | Није се квалификовала | Није се квалификовала | Није се квалификовала | Није се квалификовала | Није се квалификовала | Није се квалификовала | Није се квалификовала | Није се квалификовала | Није се квалификовала |
| Лос Анђелес 1984. | Финална група         | 4. место              | 5                     | 2                     | 0                     | 3                     | 91                    | 100                   | -9                    |
| Сеул 1998.        | Није се квалификовала | Није се квалификовала | Није се квалификовала | Није се квалификовала | Није се квалификовала | Није се квалификовала | Није се квалификовала | Није се квалификовала | Није се квалификовала |
| Барселона 1992.   | Полуфинале            | 4. место              | 5                     | 2                     | 0                     | 3                     | 131                   | 111                   | +20                   |
| Атланта 1996.     | Полуфинална група     | 6. место              | 4                     | 1                     | 0                     | 3                     | 96                    | 101                   | -5                    |
| Сиднеј 2000.      | Није се квалификовала | Није се квалификовала | Није се квалификовала | Није се квалификовала | Није се квалификовала | Није се квалификовала | Није се квалификовала | Није се квалификовала | Није се квалификовала |
| Атина 2004.       | Није се квалификовала | Није се квалификовала | Није се квалификовала | Није се квалификовала | Није се квалификовала | Није се квалификовала | Није се квалификовала | Није се квалификовала | Није се квалификовала |
| Пекинг 2008.      | Први круг             | 11. место             | 5                     | 1                     | 0                     | 4                     | 123                   | 134                   | -11                   |
| Лондон 2012.      | Није се квалификовала | Није се квалификовала | Није се квалификовала | Није се квалификовала | Није се квалификовала | Није се квалификовала | Није се квалификовала | Није се квалификовала | Није се квалификовала |
| Рио 2016.         | Није се квалификовала | Није се квалификовала | Није се квалификовала | Није се квалификовала | Није се квалификовала | Није се квалификовала | Није се квалификовала | Није се квалификовала | Није се квалификовала |
| Токио 2020.       | Није се квалификовала | Није се квалификовала | Није се квалификовала | Није се квалификовала | Није се квалификовала | Није се квалификовала | Није се квалификовала | Није се квалификовала | Није се квалификовала |
| Париз 2024.       | Четвртфинале          | 8. место              | 6                     | 1                     | 0                     | 5                     | 159                   | 160                   | -1                    |
| Укупно            | 5 учешћа              | 4. место              | 25                    | 7                     | 0                     | 18                    | 600                   | 606                   | -6                    |

### Наступи наСветским првенствима
| Година                    | Турнир            | Пласман   | ИГ | П  | Н | И  | ГД   | ГП   | ГР   |
| ------------------------- | ----------------- | --------- | -- | -- | - | -- | ---- | ---- | ---- |
| Норвешка 1993.            | Финале            | 1. место  | 7  | 6  | 0 | 1  | 161  | 111  | +50  |
| / Аустрија/Мађарска 1995. | Четвртфинале      | 5. место  | 7  | 5  | 0 | 2  | 186  | 166  | +20  |
| Немачка 1997.             | Полуфинале        | 3. место  | 9  | 8  | 0 | 1  | 260  | 184  | +76  |
| / Данска/Норвешка 1999.   | Четвртфинале      | 7. место  | 9  | 5  | 1 | 3  | 234  | 208  | +26  |
| Хрватска 2003.            | Полуфинална група | 12. место | 8  | 3  | 1 | 4  | 220  | 208  | +12  |
| Русија 2005.              | Полуфинална група | 6. место  | 9  | 6  | 0 | 3  | 278  | 240  | +38  |
| Француска 2007.           | Полуфинале        | 3. место  | 10 | 7  | 1 | 2  | 324  | 278  | +46  |
| Кина 2009.                | Полуфинална група | 7. место  | 9  | 6  | 0 | 3  | 253  | 242  | +11  |
| Бразил 2011.              | Први круг         | 17. место | 7  | 3  | 0 | 4  | 190  | 165  | +25  |
| Србија 2013.              | Четвртфинале      | 7. место  | 7  | 6  | 0 | 1  | 209  | 168  | +41  |
| Укупно                    | 10                | 1. место  | 82 | 55 | 3 | 24 | 2315 | 1970 | +345 |

### Наступи наЕвропским првенствима
| Година                  | Турнир            | Пласман   | ИГ | П  | Н | И  | ГД   | ГП   | ГР  |
| ----------------------- | ----------------- | --------- | -- | -- | - | -- | ---- | ---- | --- |
| Немачка 1994.           | Финале            | 2. место  | 7  | 5  | 0 | 2  | 152  | 143  | +9  |
| Данска 1996.            | Полуфинале        | 4. место  | 6  | 4  | 0 | 2  | 169  | 165  | +4  |
| Холандија1998.          | Полуфинална група | 6. место  | 6  | 4  | 0 | 2  | 140  | 145  | -5  |
| Румунија 2000.          | Полуфинална група | 6. место  | 6  | 2  | 0 | 4  | 139  | 155  | -16 |
| Данска 2002.            | Полуфинална група | 11. место | 6  | 1  | 0 | 5  | 142  | 168  | -26 |
| Мађарска 2004.          | Полуфинална група | 5. место  | 7  | 5  | 0 | 2  | 183  | 171  | +12 |
| Шведска 2006.           | Полуфинале        | 4. место  | 8  | 5  | 0 | 3  | 228  | 208  | +20 |
| Македонија 2008.        | Полуфинале        | 4. место  | 8  | 5  | 1 | 2  | 230  | 202  | +28 |
| / Данска/Норвешка 2010. | Први круг         | 13. место | 3  | 1  | 0 | 2  | 78   | 87   | -9  |
| Србија 2012.            | Полуфинална група | 7. место  | 6  | 3  | 1 | 2  | 136  | 132  | +4  |
| Укупно                  | 10                | 2. место  | 63 | 35 | 2 | 26 | 1597 | 1576 | +21 |

## Тренутни састав репрезентације Немачке
(стање Европско првенство у рукомету за жене 2010. )
| Бр | Име              | Позиција    | Дат. рођ.          | Клуб                | Утак./Гол |
| -- | ---------------- | ----------- | ------------------ | ------------------- | --------- |
| 1  | Сабине Енглерт   | голман      | 27. новембар 1981. | РК Митјиланд        | 183/2     |
| 2  | Надин Хертер     | лево крило  | 29. март 1981.     | РК Синделфинген     | 158/252   |
| 3  | Изабел Клајн     | десно крило | 28. јун 1984.      | РК Букстехудер      | 26/41     |
| 4  | Грит Јурак       | десни бек   | 22. октобар 1977.  | РК Виборг           | 294/1557  |
| 5  | Саскија Ланг     | леви бек    | 19. децембар 1986. | РК Бломберг         | 4/4       |
| 6  | Франциска Мицнер | десни бек   | 20. децембар 1988. | РК Франкфуртер      | 32/106    |
| 7  | Нина Верц        | средњи бек  | 14. новембар 1980. | РК Рандерс          | 189/394   |
| 8  | Ранди Билау      | средњи бек  | 24. новембар 1981. | РК Букстехудер      | 4/2       |
| 10 | Ана Лерпер       | средњи бек  | 18. новембар 1984. | РК Бајер Леверкузен | 134/235   |
| 12 | Катја Шилке      | сголман     | 18. март 1984.     | РК Лајпциг          | 49/0      |
| 13 | Натали Аугзбург  | лево крило  | 15. новембар 1983. | РК Лајпциг          | 9/21      |
| 15 | Сабрина Рихтер   | десно крило | 10. мај 1982.      | РК Биомберг         | 123/263   |
| 16 | Клара Волтеринг  | голман      | 2. март 1983.      | РК Бајер Леверкузен | 117/0     |
| 18 | Лаура Штајнбах   | леви бек    | 2. август 1985.    | РК Бајер Леверкузен | 55/85     |
| 20 | Ања Алтхаус      | пивот       | 3. септембар 1982. | РК Виборг           | 175/391   |
| 22 | Сузан Милер      | десни бек   | 26. мај 1988.      | РК Архус            | 50/114    |

Селектор: Рајнер Осман
Дресови:
- бели дрес и цени шорц, светлозелени голман
- црни дрес и бели шорц, светложути голман